# Turó d'en Corts
El Turó d'en Corts és una muntanya de 390 metres que es troba entre els municipis de Sant Just Desvern, a la comarca del Baix Llobregat i de Barcelona, a la comarca del Barcelonès.